# 昆姓
昆姓為中文姓氏之一。

## 起源
- 《姓解·一八·曰部》記載：「祝融之子陸終，生六子，其一曰昆吾。昆爲姓，吾爲姓，昆吾亦爲姓，凡三氏」。
- 《廣韻·魂》：“昆，夏諸侯昆吾之後。《戰國策》有齊賢者昆辨。”
- 《元和姓纂·二十三魂》：“昆：夏諸侯昆吾氏之後。齊有昆辨，見《戰國策》。又見《纂要文》。”（《通志·二六·以國爲氏》同） 追根溯源，因爲祝融、陸終、昆吾都源于黃帝後裔，所以昆姓是黃帝的後裔。（取自中華五千年網站）

## 延伸阅读
[在维基数据编辑]
 《欽定古今圖書集成·明倫彙編·氏族典·昆姓部》，出自陈梦雷《古今圖書集成》